# Liste des paroisses civiles du Buckinghamshire

Localisation du comté de Buckinghamshire en Angleterre.

Voici la liste des paroisses civiles du comté cérémoniel du Buckinghamshire, en Angleterre.

## Liste des paroisses civiles par district

### Autorité unitaire du Buckinghamshire
L'autorité unitaire est entièrement découpée en paroisses, à l'exception d'une partie de l'ancien borough municipal de High Wycombe.
- Addington
- Adstock
- Akeley
- Amersham (ville)
- Ashendon
- Ashley Green
- Aston Abbotts
- Aston Clinton
- Aston Sandford
- Aylesbury (ville)
- Barton Hartshorn
- Beachampton
- Beaconsfield (ville)
- Biddlesden
- Bierton
- Bledlow-cum-Saunderton
- Boarstall
- Bradenham
- Brill (Buckinghamshire)
- Broughton Hamlet
- Buckingham (ville)
- Buckingham Park
- Buckland
- Burnham
- Charndon
- Calvert Green
- Chalfont St Giles
- Chalfont St Peter
- Chartridge
- Chearsley
- Chenies
- Cheddington
- Chepping Wycombe
- Chesham (ville)
- Chesham Bois
- Chetwode
- Chilton (Buckinghamshire)
- Cholesbury-cum-St Leonards
- Coldharbour
- Coleshill
- Creslow
- Cublington
- Cuddington
- Denham
- Dinton-with-Ford and Upton
- Dorney
- Dorton
- Downley
- Drayton Beauchamp
- Drayton Parslow
- Dunton
- East Claydon
- Edgcott
- Ellesborough
- Farnham Royal
- Fawley
- Fleet Marston
- Foscott
- Fulmer
- Gawcott with Lenborough
- Gerrards Cross
- Granborough
- Great and Little Hampden
- Great and Little Kimble
- Great Brickhill
- Great Horwood
- Great Marlow
- Great Missenden
- Grendon Underwood
- Haddenham
- Halton
- Hambleden
- Hardwick
- Hazlemere
- Hedgerley
- Hedsor
- Hillesden
- Hoggeston
- Hogshaw
- Hughenden Valley
- Hulcott
- Ibstone
- Ickford
- Iver
- Ivinghoe
- Kingsbrook
- Kingsey
- Kingswood
- Lacey Green
- Lane End
- Latimer and Ley Hill
- Leckhampstead
- Lillingstone Dayrell with Luffield Abbey
- Lillingstone Lovell
- Little Chalfont
- Little Horwood
- Little Marlow
- Little Missenden
- Long Crendon
- Longwick-cum-Ilmer
- Ludgershall
- Maids Moreton
- Marlow (ville)
- Marlow Bottom
- Marsh Gibbon
- Marsworth
- Medmenham
- Mentmore
- Middle Claydon
- Mursley
- Nash
- Nether Winchendon
- Newton Longville
- North Marston
- Oakley
- Oving
- Padbury
- Penn
- Piddington and Wheeler End
- Pitchcott
- Pitstone
- Poundon
- Preston Bissett
- Princes Risborough (ville)
- Quainton
- Quarrendon
- Radclive-cum-Chackmore
- Radnage
- Seer Green
- Shabbington
- Shalstone
- Slapton
- Soulbury
- Steeple Claydon
- Stewkley
- Stoke Hammond
- Stoke Mandeville
- Stokenchurch
- Stoke Poges
- Stone with Bishopstone and Hartwell
- Stowe
- Swanbourne
- Taplow
- The Lee
- Thornborough
- Thornton
- Tingewick
- Turville
- Turweston
- Twyford
- Upper Winchendon
- Waddesdon
- Water Stratford
- Watermead
- Weedon
- Wendover
- Westbury
- Westcott
- Weston Turville
- West Wycombe
- Wexham
- Whaddon
- Whitchurch
- Wing
- Wingrave with Rowsham
- Winslow (ville)
- Wooburn
- Woodham
- Worminghall
- Wotton Underwood

### Autorité unitaire de Milton Keynes
Le borough est entièrement découpé en paroisses.
- Abbey Hill
- Astwood
- Bletchley and Fenny Stratford
- Bow Brickhill
- Bradwell
- Broughton
- Calverton
- Campbell Park
- Castlethorpe
- Central Milton Keynes
- Chicheley
- Clifton Reynes
- Cold Brayfield
- Emberton
- Fairfields
- Gayhurst
- Great Linford
- Hanslope
- Hardmead
- Haversham-cum-Little Linford
- Kents Hill, Monkston and Brinklow
- Lathbury
- Lavendon
- Little Brickhill
- Loughton and Great Holm
- Milton Keynes
- Moulsoe
- New Bradwell
- Newport Pagnell
- Newton Blossomville
- North Crawley
- Old Woughton
- Olney
- Ravenstone
- Shenley Brook End
- Shenley Church End
- Sherington
- Simpson and Ashland
- Stantonbury
- Stoke Goldington
- Stony Stratford
- Tyringham and Filgrave
- Walton
- Warrington
- Wavendon
- West Bletchley
- Weston Underwood
- Whitehouse
- Woburn Sands
- Wolverton and Greenleys
- Woughton